# غربا محمد
غربا محمد تم تعيين العقيد (العميد لاحقًا) غربا (15 أبريل 1944 - 10 أبريل 2021) حاكمًا لولاية سوكوتو في نيجيريا من أغسطس 1985 إلى ديسمبر 1987 أثناء النظام العسكري للجنرال إبراهيم بابنجيدا.